# Michael Curry
Michael Edward Curry  (Anniston, Alabama, ) es un exjugador y entrenador de baloncesto estadounidense. Con 1.98 de estatura, jugaba en la posición de alero. 

## Trayectoria deportiva

### Universidad
Jugó durante cuatro temporadas con los Eagles de la Universidad de Georgia Southern,  en las que promedió 9,4 puntos,  5,4 rebotes y 1,8 asistencias.

### Profesional
No es elegido en el  Draft de la NBA de 1991 por ningún equipo. Su primer equipo profesional fue el BBC Bayreuth de Alemania, después jugaría en ligas menores de su país hasta que vuelve a Europa para jugar en el Basketball Club Oostende de Bélgica. Su primera toma de contacto en la NBA fue en Philadelphia 76ers en el año 1993, jugando 10 partidos. Luego jugaría en el Pallacanestro Cantú 25 partidos promediando 25,5 puntos y 5 rebotes por partido. Después de una gran temporada en Italia, llegaría al Básquet Girona, donde en una temporada promedia 18 puntos y 3 rebotes por partido. Después de jugar en la CBA y en Francia, se asienta en la NBA durante 9 años, computando en 667 partidos disputados unos promedios de 4,5 puntos, 1,6 rebotes y 1.2 asistencias por partido.

### Entrenador
Ha sido entrenador principal y asistente de los Detroit Pistons y asistente durante 3 años en Philadelphia 76ers. En el año 2016 tomó las riendas como entrenador principal de la Universidad de Florida Atlantic. 

## Estadísticas de su carrera en la NBA

### Temporada regular
| Año     | Equipo       | PJ  | PT  | MPP  | %TC  | %3P  | %TL   | RPP | APP | ROB | TPP | PPP |
| ------- | ------------ | --- | --- | ---- | ---- | ---- | ----- | --- | --- | --- | --- | --- |
| 1993–94 | Philadelphia | 10  | 0   | 4.3  | .214 | .000 | .750  | 0.1 | 0.1 | 0.1 | 0.0 | 0.9 |
| 1995–96 | Washington   | 5   | 0   | 6.8  | .300 | .000 | 1.000 | 1.0 | 0.2 | 0.2 | 0.0 | 2.0 |
| 1995–96 | Detroit      | 41  | 1   | 18.3 | .464 | .400 | .707  | 2.0 | 0.6 | 0.6 | 0.0 | 4.9 |
| 1996–97 | Detroit      | 81  | 2   | 15.0 | .448 | .299 | .898  | 1.5 | 0.5 | 0.4 | 0.1 | 3.9 |
| 1997–98 | Milwaukee    | 82  | 27  | 24.1 | .469 | .444 | .835  | 1.2 | 1.7 | 0.7 | 0.2 | 6.6 |
| 1998–99 | Milwaukee    | 50  | 4   | 22.9 | .437 | .067 | .797  | 2.2 | 1.6 | 0.8 | 0.1 | 4.9 |
| 1999–00 | Detroit      | 82  | 3   | 19.6 | .480 | .200 | .839  | 1.3 | 1.1 | 0.4 | 0.1 | 6.2 |
| 2000–01 | Detroit      | 68  | 58  | 21.8 | .455 | .444 | .849  | 1.8 | 1.9 | 0.4 | 0.0 | 5.2 |
| 2001–02 | Detroit      | 82  | 75  | 23.3 | .453 | .269 | .791  | 2.0 | 1.5 | 0.6 | 0.1 | 4.0 |
| 2002–03 | Detroit      | 78  | 77  | 19.9 | .402 | .296 | .800  | 1.6 | 1.3 | 0.6 | 0.1 | 3.0 |
| 2003–04 | Toronto      | 70  | 15  | 17.6 | .388 | .200 | .845  | 1.2 | 0.8 | 0.3 | 0.1 | 2.9 |
| 2004–05 | Indiana      | 18  | 7   | 13.8 | .448 | .000 | .500  | 1.5 | 0.8 | 0.3 | 0.2 | 1.7 |
| Total   | Total        | 667 | 269 | 19.8 | .447 | .298 | .825  | 1.6 | 1.2 | 0.5 | 0.1 | 4.5 |

### Playoffs
| Año     | Equipo    | PJ | PT | MPP  | %TC  | %3P  | %TL   | RPP | APP | ROB | TPP | PPP |
| ------- | --------- | -- | -- | ---- | ---- | ---- | ----- | --- | --- | --- | --- | --- |
| 1995–96 | Detroit   | 3  | 0  | 14.3 | .429 | .000 | .000  | 1.0 | 0.3 | 0.3 | 0.3 | 2.0 |
| 1996–97 | Detroit   | 2  | 0  | 3.5  | .500 | .000 | .000  | 0.5 | 0.0 | 0.0 | 0.0 | 1.0 |
| 1998–99 | Milwaukee | 3  | 0  | 19.7 | .583 | .000 | 1.000 | 1.3 | 1.0 | 0.7 | 0.3 | 6.7 |
| 1999–00 | Detroit   | 3  | 1  | 26.3 | .522 | .000 | .667  | 1.0 | 1.0 | 0.3 | 0.3 | 9.3 |
| 2001–02 | Detroit   | 10 | 10 | 22.1 | .564 | .385 | .727  | 1.4 | 1.2 | 0.4 | 0.0 | 5.7 |
| 2002–03 | Detroit   | 15 | 14 | 18.3 | .364 | .333 | .857  | 1.1 | 1.1 | 0.5 | 0.1 | 2.7 |
| Total   | Total     | 36 | 25 | 19.0 | .480 | .333 | .774  | 1.1 | 1.0 | 0.4 | 0.1 | 4.3 |